# Meijer de Hond

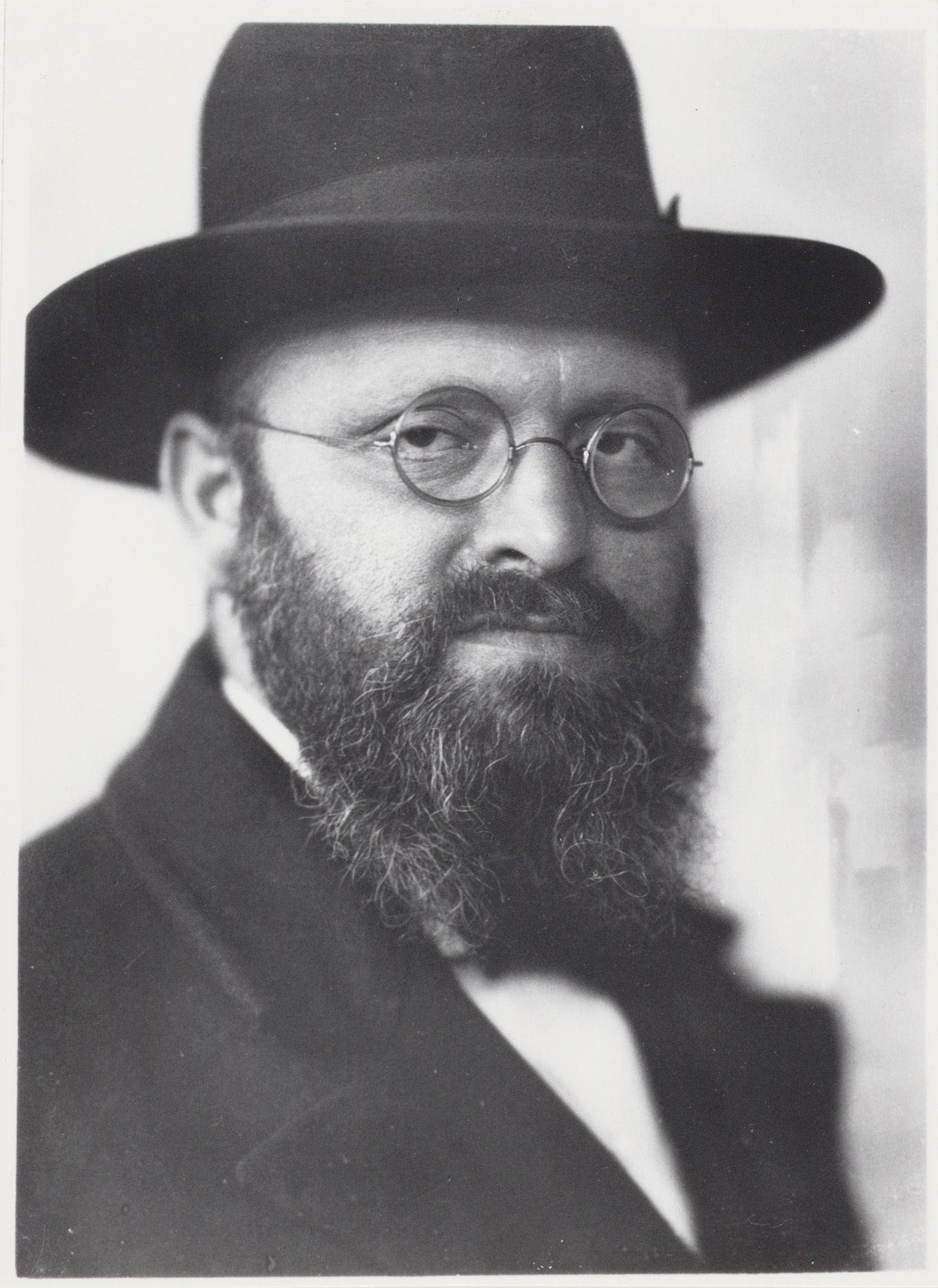
Meijer de Hond (1928)

Meijer de Hond (auch Meyer de Hond) (geboren 30. August 1882 in Amsterdam; gestorben 23. Juli 1943 in Sobibor) war ein niederländischer Rabbiner.

## Biographie
Meijer de Hond wurde in Amsterdam in einem der ärmsten Judenviertel als Sohn von Mozes Levie de Hond und Esther van Praag geboren. Nach dem Abschluss der Schule besuchte er ab 1894 das Nederlandsch-Israëlietisch Seminarium, zu dessen Leiter, Oberrabbiner Joseph Hirsch Dünner (1833–1911), er ein gespanntes Verhältnis hatte. 1901 nahm er ein Studium an der Universiteit van Amsterdam auf, was zum Erlangen des höchsten Rabbinerexamens verpflichtend war, und belegte Vorlesungen in Klassischer Philologie, Philosophie und Archäologie. Am 26. Oktober 1904 legte er sein Examen an der Universität ab und erhielt am Seminarium den Grad eines Rabbinerkandidaten (magid).
Schon während seiner Studienzeit erwarb sich de Hond einen Ruf als hervorragender Prediger und Redner. Um ihm Gelegenheit zu geben, öfter vor großem Publikum zu sprechen, wurde 1905 die Vereinigung Touroh Our (Die Lehre ist das Licht) gegründet. Zwischen 1908 und 1914 gab die Vereinigung das hebräischsprachige Monatsblatt Libanon heraus, dessen einziger Autor de Hond selbst war. In der Zeitschrift erschienen die ersten Kiekjes, kleine Geschichten über das tägliche Leben im Judenviertel, von denen einige später gesammelt in Buchform publiziert wurden. Er beschrieb vor allem das Leben der „ordentlichen stillen Armen“, die er als Träger jüdischer Frömmigkeit und Tradition betrachtete, womit er nach Ansicht von Zeitgenossen Armut verherrlichte und romantisierte. Er glaubte nicht an soziale Reformen und lehnte Sozialismus und Zionismus ab. Bei den armen jüdischen Amsterdamern war er indes populär und erhielt den Beinamen Volksrebbe.
1908 verurteilte Meijer de Hond in Artikeln im Libanon, dass reiche Juden nach seiner Meinung die jüdischen Speiseregeln insofern umgehen würden, indem sie außerhalb der Fastenzeiten beim Essen prassen würden. Andererseits forderte er, viele Regeln, die durch Tradition entstanden und nicht in der Tora geschrieben seien, zu lockern, da sie für Gläubige eine große Last im Alltag bedeuteten. In einem weiteren Artikel sprach er sich für das freie Gebet anstelle von Gebetsformeln aus, da Glaube mehr eine Sache des Herzens und nicht des Verstandes sei. Für diese Ansichten wurde er von Philip Elte, dem Chefredakteur des Nieuw Israëlietisch Weekblad, heftig angegriffen, der sich weigerte, de Honds Repliken zu veröffentlichen.
Im August 1908 wurde de Hond von der Amsterdamer Rabbinerversammlung aufgefordert, sich deutlich von seinen Ansichten zu distanzieren und sich zum traditionellen Judentum und den Gottesdienstregeln zu bekennen. De Hond gehorchte, aber er brach seine Ausbildung ab (oder die Fortsetzung wurde ihm verwehrt). Mit der finanziellen Unterstützung von Touroh Our wurde es ihm möglich, von 1909 bis 1911 in Berlin zu studieren und dort sein Examen als Morenu abzulegen. Einer seiner Lehrer war Hirsch Hildesheimer. Bis 1912 führte er sein Studium der semitischen Sprachen an verschiedenen deutschen Universitäten fort und promovierte 1912 an der Julius-Maximilians-Universität in Würzburg zum Thema Beiträge zur Erklärung der Elhiḍrlegende und von Ḳorân, Sure 18 59 ff. (Der ḳorānisirte Elhiḍr). 1920 heiratete er Betje Kattenburg; das Paar bekam drei Kinder, zwei Mädchen und einen Jungen.
Während seiner Studien blieb de Hond mit der jüdischen Gemeinde in Amsterdam in Verbindung. 1911 veröffentlichte er die Broschüre Een Joodsch hart klopt aan Uw deur!, mit der er zur Errichtung eines Heims für jüdische Invaliden aufrief, die bis dahin im Armenhaus in einem separaten Raum für Juden, dem Jodenzaaltje, untergebracht waren. In der Folge gründete sich der Verein De Joodse Invalide, der schon 1912 so viel Geld beisammen hatte, dass er ein eigenes Heim für die versehrten Menschen eröffnen konnte.
De Hond blieb nach seiner Rückkehr aus Deutschland in den leitenden Kreisen des niederländischen Judentums Persona non grata und ohne Aussicht auf eine angemessene Anstellung. Sein Rabbinertitel wurde nicht anerkannt, weil das Examen nicht in den Niederlanden abgelegt worden sei; der Titel wurde ihm erst 1942 von Oberrabbiner Lodewijk Hartog Sarlouis, dem Nachfolger Dünners, anlässlich seines 60. Geburtstages honoris causa verliehen. De Hond blieb Touroh Our als geistiger Anführer erhalten, und mit den Jahren vergrößerte sich sein Ruf als Redner; unter anderem predigte er in der kleinen Synagoge (sjoeltje) Reisjies Touw. 1928 sprach er als erster niederländischer Rabbiner im Rundfunk.

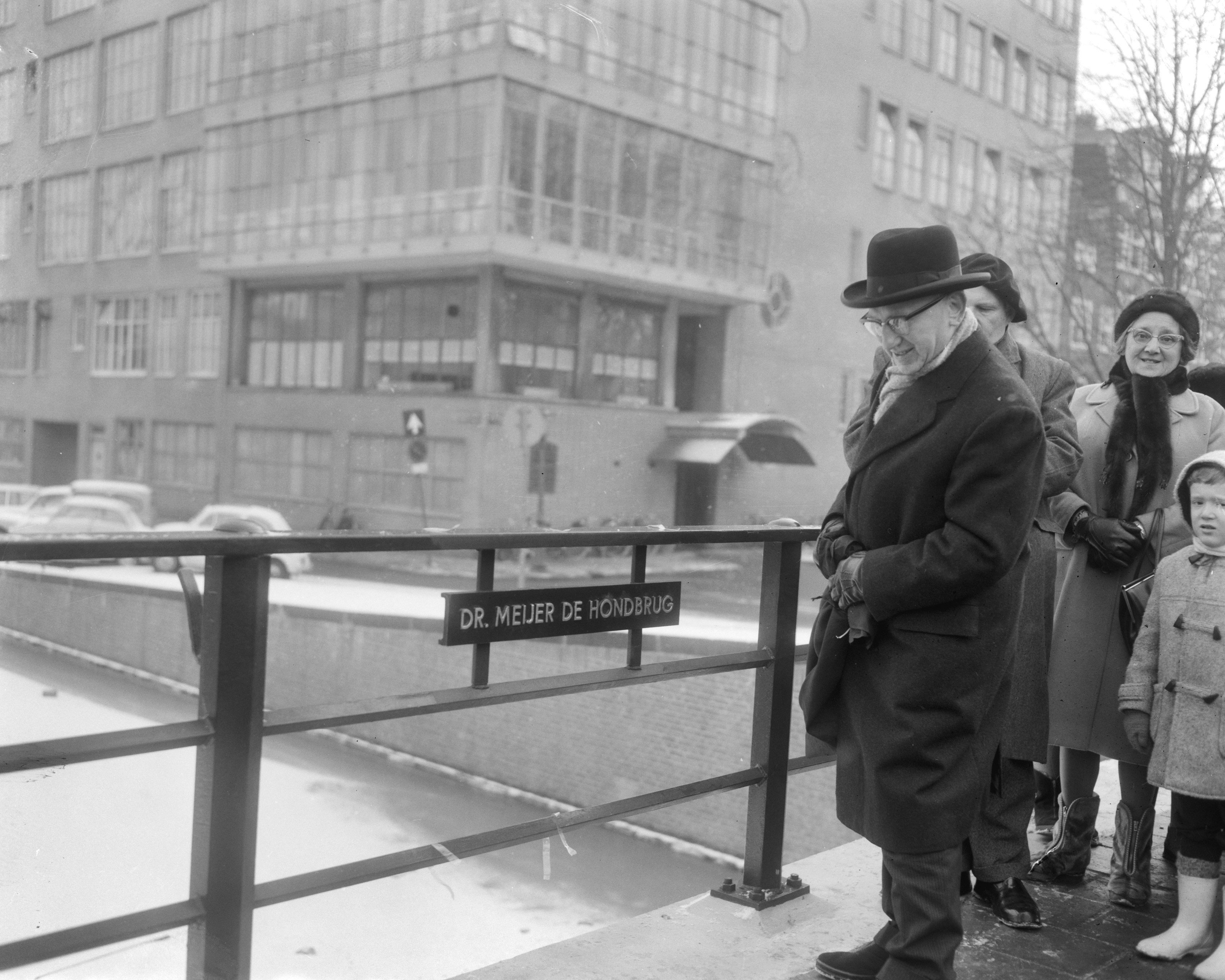
Enthüllung des Namensschildes Dr. Meijer de Hondbrug (1966) durch Ben Italiaander

Meijer de Hond war nicht nur als Redner und Publizist aktiv, er engagierte sich zudem für die kulturelle und soziale Förderung des jüdischen Proletariats von Amsterdam. So gab er Religionsunterricht, gründete einen Theaterverein und 1913 den Jugendverband Jong-Betsalel. Für den Theaterverein schrieb er Stücke sowie Lieder für den Kinderchor De Joodse Stem. Der Verband eröffnete mehrere Schulen, und de Hond bildete die Religionslehrer aus. Von 1928 bis 1935 gab der Verband die Jugendzeitschrift Betsalel (Joodsche Jeugd Krant) mit belehrenden aber auch unterhaltenden Inhalten heraus, deren Chefredakteur und wichtigster Autor de Hond war.
Nach der Besetzung der Niederlande durch die deutsche Wehrmacht im Mai 1940 wurden Meijer de Hond und seine Familie am 21. Juni 1943 in das Durchgangslager Westerbork deportiert. Als am 20. Juli 1943 in Westerbork gefragt wurde, wer sich freiwillig für den nächsten Transport nach Osten melde, soll er geantwortet haben: „Hinne-ni“ („Hier sehe mich.“), Abrahams Antwort auf Gottes Befehl, seinen Sohn Isaak zu opfern. Er und seine gesamte Familie wurden in Auschwitz und Sobibor ermordet.

## Ehrung
1966 wurde die Amsterdamer Brücke Nr. 257, die die Niewe Achtergracht überspannt und die Weesperstraat mit dem Weesperplein verbindet, nach Meijer de Hond benannt. Das Namensschild wurde von de Honds Freund Ben Italiaander enthüllt, Empfänger einer letzten Postkarte von de Hond vor seiner Deportation.